# Fiat 10 HP
Fiat 10 HP, znany także pod nazwą Balilla – samochód produkowany przez włoską firmę motoryzacyjną Fiat w roku 1901. Wyprodukowano 3 egzemplarze modelu 10 HP.

## Dane techniczne
- R2 1,1 l (1082 cm³), 2 zawory na cylinder
- Układ zasilania: gaźnik
- Średnica cylindra × skok tłoka: b/d
- Stopień sprężania: b/d
- Moc maksymalna: 10 KM (7,5 kW) przy 800 obr./min
- Maksymalny moment obrotowy: b/d
- Prędkość maksymalna: 45 km/h